# Przybram
Przybram (cz. Příbram; niem. Pibrans lub Pribram) − miasto w Czechach, w kraju środkowoczeskim.
Według danych z 1 stycznia 2024, liczba mieszkańców miasta wynosi 32 992 osób (33. miejsce w kraju).

## Zabytki
W mieście znajduje się barokowe sanktuarium na Świętej Górze (Svatá Hora).

## Nazwa
Nazwa Příbram jest w języku czeskim rzeczownikiem rodzaju żeńskiego.

## Gospodarka
W mieście rozwinął się przemysł elektrotechniczny, materiałów budowlanych oraz spożywczy.

## Demografia
| Rok             | 1970   | 1980   | 1991   | 2001   | 2003   | 2021   | 2024   |
| --------------- | ------ | ------ | ------ | ------ | ------ | ------ | ------ |
| Liczba ludności | 29 993 | 35 123 | 36 898 | 35 886 | 35 251 | 32 248 | 32 992 |

Źródło: Czeski Urząd Statystyczny

## Galeria

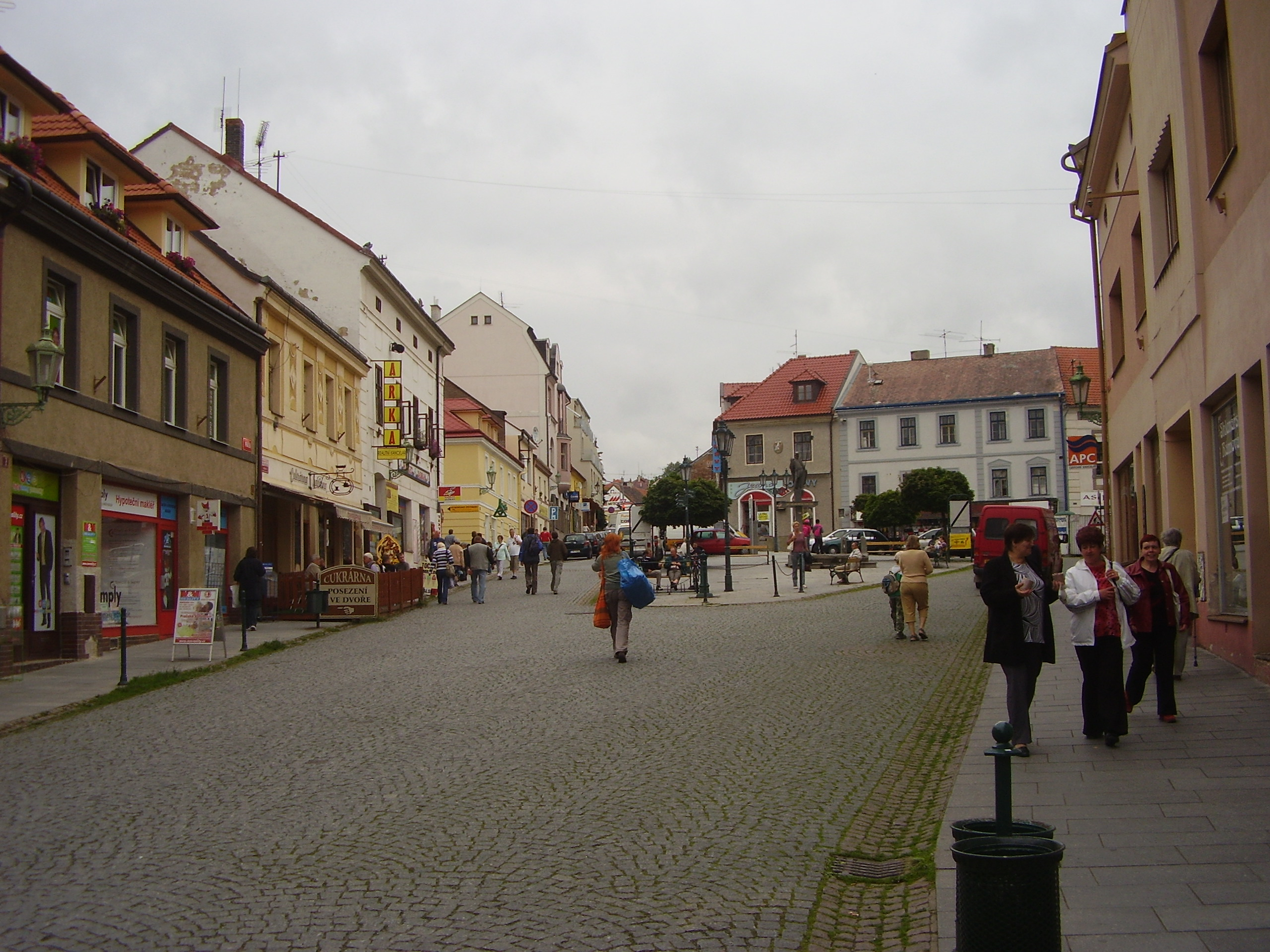
Václavské náměstí
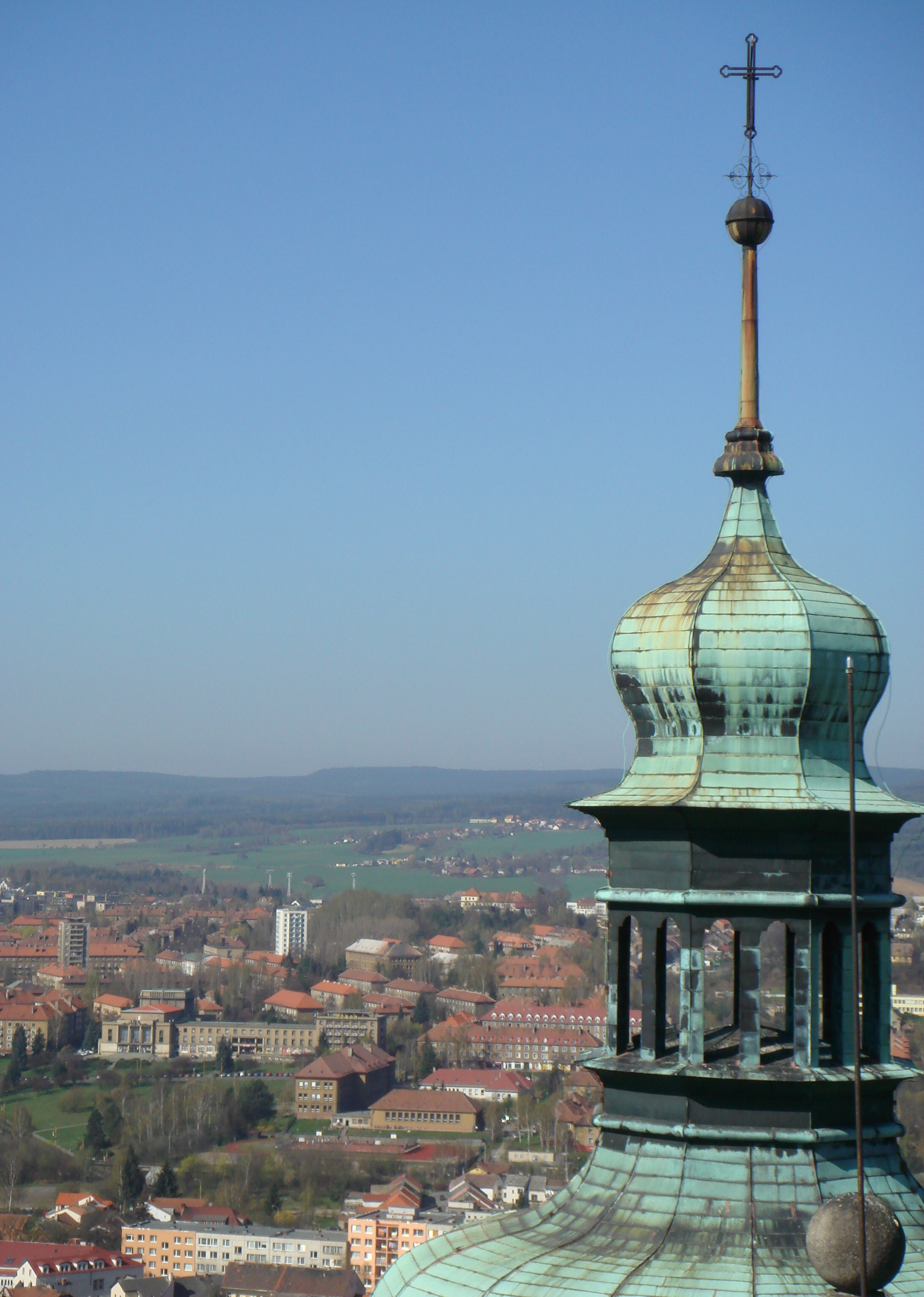
Widok z wieży
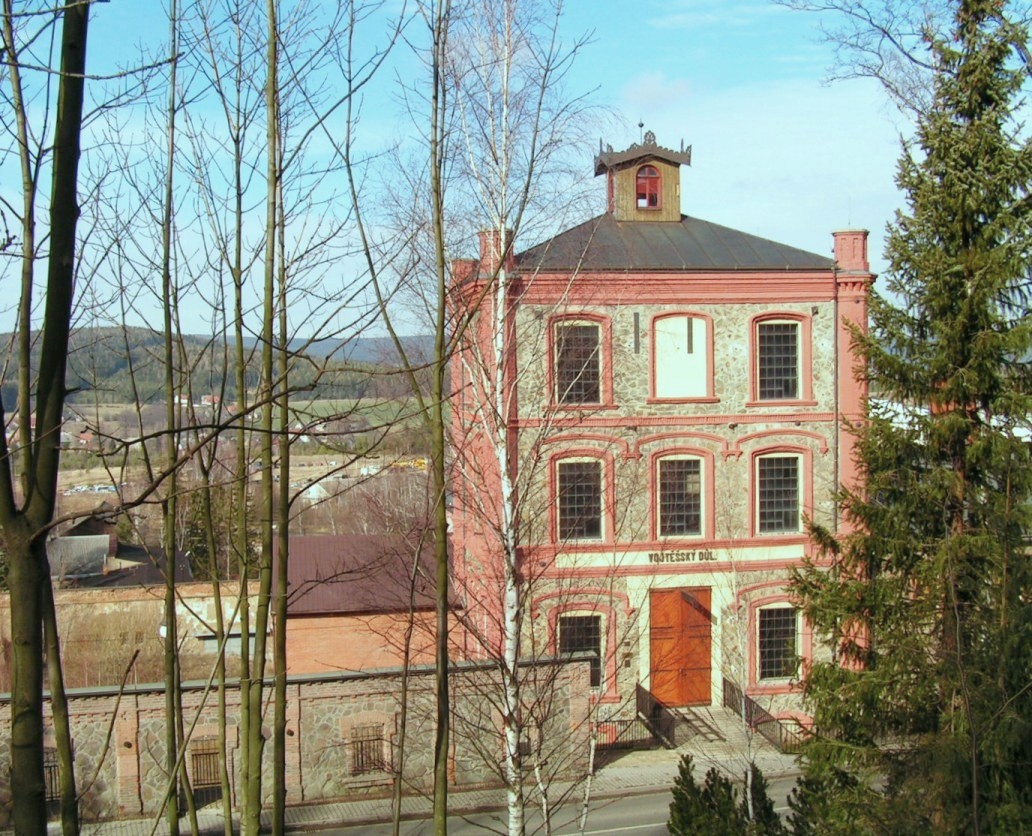
Kopalnia św. Wojciecha
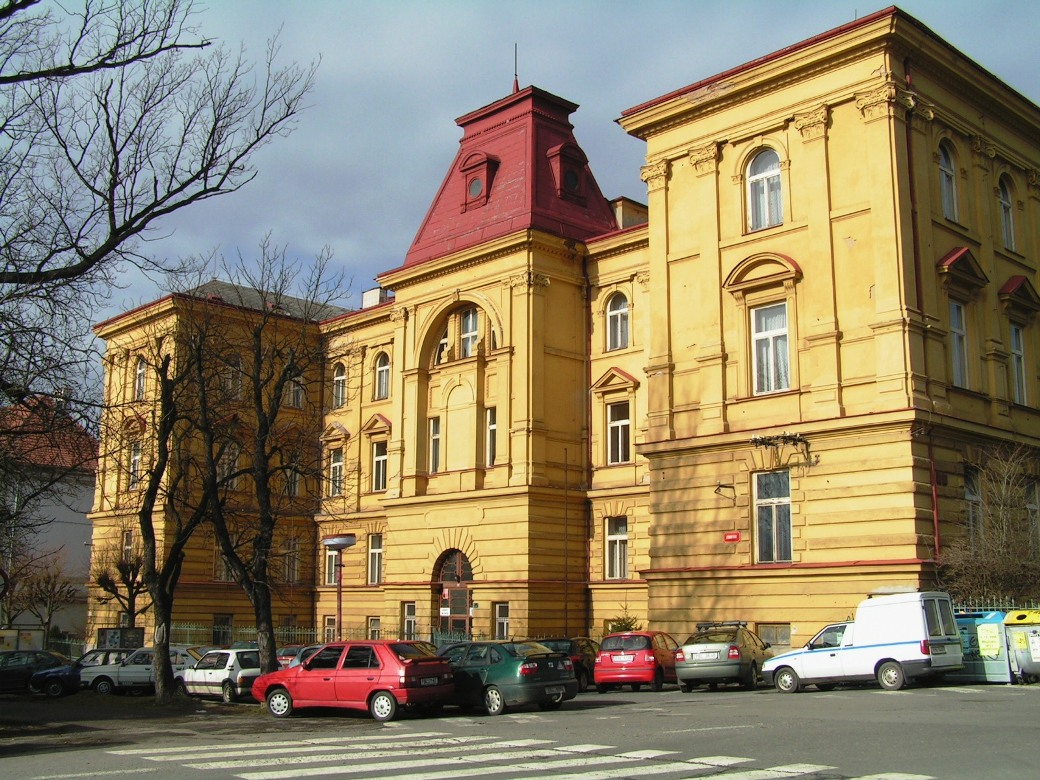
Dawna szkoła górnicza

## Miasta partnerskie
- Altötting, Niemcy
- Czechow, Rosja
- Freiberg, Niemcy
- Hoorn, Holandia
- Kieżmark, Słowacja
- Königs Wusterhausen, Niemcy
- Villerupt, Francja